# MONSTERS
《破案怪獸》（MONSTERS）為日本TBS電視台於2012年10月21日至12月9日播出的連續劇。由香取慎吾、山下智久主演。台灣緯來日本台於2013年6月間引進播出。

## 劇情概要
作風特異、個性古怪的老鳥刑警平塚平八，總是把出身優渥、心懷大志的菜鳥部下西園寺公輔耍的團團轉，讓公輔相當傷腦筋。然而平八看似不可靠，卻能精準的找出破案關鍵。但所經手的案件，都是難以調查的燙手山芋，兩人是否能夠發現疑點、蒐集證據、拼湊出真相，最終揪出犯人呢？

## 登場人物

### 主要人物
- 平塚平八 - 香取慎吾（SMAP）（香港配音：陳卓智）
- 西園寺公輔 - 山下智久（香港配音：梁偉德）（嬰兒時期：田中優誠、幼兒時期：森田愛蓮、少年時期：佐藤光將）

### 警視廳捜査一課
- 金田一 - 遠藤憲一（香港配音：葉振聲）
- 劍持亘 - 大竹真（香港配音：朱子聰）
- 高倉寛治 - 蕨野友也
- 工藤隼人 - 菊田大輔
- 藤崎純一 - 肥野龍也
- 原秀治 - 白石朋也
- 北川浩二 - 日中泰景

### 其他
- 高野惠美 - 柳原可奈子（香港配音：林元春）

西園寺的未婚妻。

### 各集人物及客串演員

#### 第1集
- 徳平伸一郎 - 岡田義徳（香港配音：李鎮然）

德平家長子、德平集團總裁。
- 徳平麻美 - 加藤夏希（香港配音：黃昕瑜）

德平家長女。為了穩固與自己男友徹之間的感情，自己的金錢幾乎都用在徹身上。
- 德平國男 - 團時朗（香港配音：張炳強）

德平集團董事長。喜好收集古董及畫作。
- 内田和枝 - 角替和枝（香港配音：袁淑珍）

德平家幫傭。發現國男遺體的第一目擊者。
- 室岡徹 - 桐山漣（香港配音：張方正）

麻美的男朋友。
- 德平洋子 - 高島禮子（香港配音：沈小蘭）

德平集團董事、國男的續絃。結婚前原是國男的秘書。
- 西崎達三 - 武田鐵矢 （香港配音：張錦江）

德平集團執行董事。
- 洋子不滿丈夫國男把古董及畫作看的比自己更重要，國男因此被洋子持重物敲擊頭部身亡。

#### 第2集
- 山村省一 - 山本耕史（香港配音：李震權）

大畑的秘書。與大畑的妻子久美子有不倫關係。
- 大畑幸三 - 淺野和之（香港配音：招世亮）

在野黨新黨議員候選人。過去曾任警察廳長官。
- 鷺沼晉太郎 - 岩松了（香港配音：林保全）

前內閣總理、執政黨民友黨議員候選人。握有對大畑不利的證據（山村與久美子密會的照片）。
- 大畑久美子 - 古川莉佳（香港配音：謝潔貞）

幸三的妻子。過去是知名女演員。
- 丸田恭治 - 森田順平（香港配音：陳欣）

幫派組織「櫻銀會」老大。
- 田川一成 - 渡部豪太（香港配音：周良鴻）

幫派組織「櫻銀會」成員。
- 幸三不滿山村與自己妻子外遇，與田川共謀，假裝自己遭到歹徒襲擊，之後以鐵棒重擊妻子頭部，將一切罪行推給山村。

#### 第3集
- 篠田恭四郎 - 中村橋之助（香港配音：朱子聰）

入圍成木賞的推理小說家。曾與島村以筆名「加賀美小五郎」創作以雙子偵探為主角的「加賀美小五郎系列」。兩人拆夥後，各自以本名發表作品。
- 矢崎健吾 - 白井晃（香港配音：張錦江）

入圍成木賞的推理小說家。
- 島村勉 - 小林隆（香港配音：陳永信）

曾與島村以筆名「加賀美小五郎」創作的推理小說家。
- 相澤新一 - 内倉憲二（香港配音：馮錦堂）

負責篠田作品出版事宜的「藝和出版」編輯。
- 島村不滿篠田為了參加成木賞，而將自己的作品據為己用，表示將揭發所有的真相。篠田怕東窗事發導致自己失去參加資格，情急之下拿起桌上的刀子刺殺了島村。

#### 第4集
- 安東研一 - 吉田榮作（香港配音：陳永信）

明光大學醫院第一外科準教授。
- 村川英樹 - 佐藤二朗（香港配音：李錦綸）

明光大學醫院第一外科講師。
- 門倉俊三 - 佐佐木勝彦（香港配音：張炳強）

明光大學醫院第一外科教授。
- 土田隆弘 - 尾上寛之（香港配音：張方正）

明光大學醫院第一外科醫師。
- 鈴木佳代 - 波瑠（香港配音：劉惠雲）

明光大學醫院第一外科醫師。
- 安東向醫療用品廠商收賄、村川在之前服務的醫院與病人有醫療糾紛，門倉教授因此暗中調查。安東怕事機敗露，以刀子刺殺了門倉教授，並設局誤導警方調查。

#### 第5集
- 丸岡龍次郎 - 榎木孝明（香港配音：張炳強）

於「全國料理人大賽」出場的「秋月亭」廚師。
- 四條敦彦 - 中村俊介（香港配音：張錦江）

在全國預賽優勝得主，丸岡的比賽對手「四条庵」的主廚。
- 大河原六郎 - 奥田達士（香港配音：盧國權）

丸岡的好友，料理研究家，開設大河原料理學校兼大河原六郎料理教室。「全國料理人大賽」評審之一。
- 大河原美津子 - 生田智子（香港配音：林芷筠）

大河原的妻子。
- 青山春夫 - 内野謙太（香港配音：李致林）

「秋月亭」的店員。
- 石塚 - 伊藤正之（香港配音：潘文柏）

籌辦「全國料理人大賽」的飯店「Four Seasons Hotek」的總經理。
- 丸岡半年前因為一場病留下了失去味覺的後遺症，知道真相的大河原寄了一封信給丸岡，要他退出這次的料理大賽。心懷不滿的丸岡將大河原約出來，趁機用鐵棒殺害了他。
- 遺留在現場的被害人手機上，留有兇手身上的氣味，讓刑警平塚產生了懷疑：兇手可能無法辨別氣味。因此他要搭檔西園寺在料理大賽中動手腳，將其中一種調味料掉包（淡味醬油→烏醋），使用到錯誤調味料而輸掉比賽的人就是兇手。

#### 第6集
- 本間實 - 中村獅童（香港配音：劉奕希）

研究所「白泉化學」的研究員。
- 香川修一 - 眞島秀和（香港配音：蕭徽勇）

研究所「白泉化學」的研究員。
- 松原健吉 - 小木茂光（香港配音：潘文柏）

警視廳刑事部長。
- 香川敦子 - 遊井亮子（香港配音：魏惠娥）

香川的妻子。
- 島田昭雄 - 菊池均也（香港配音：劉昭文）

「白泉化學」的研究員。
- 野口秀彦 - 西岡徳馬（香港配音：招世亮）

「白泉化學」所長。
- 安岡仁 - 植木紀世彦（香港配音：鄧志堅）

「白泉化學」的警衛。
- 本間將研究所的重要技術外流，被香川發現，準備了列有證據的文件，欲向上級告發。本間殺害香川後，以假文件誤導警方調查，讓警方認為洩漏技術的是所長野口。

#### 第7集
- 藤川美紗子- 水野美紀（香港配音：劉惠雲）

律師，澤村的女友。
- 澤村誠一 - 大澤健（香港配音：李錦綸）

年輕政治家。
- 黑崎正義 - 藤本隆宏（香港配音：周倚天）

負責調查理二階堂殺人事件的檢察官。
- 二階堂太 - 榊英雄（香港配音：李鎮然）

出版社「G新聞」的記者。
- 岩淵統吾郎 - 田口主將（香港配音：黃子敬）

「G新聞」所在的大樓管理人。
- 小島豐子 - 大谷英子（香港配音：吳羨婷）

「G新聞」事務員。
- 裁判長 - 山上賢治（香港配音：陳永信）

負責審理二階堂殺人事件的法官。
- 以不敗之名著稱的律師藤川，記者二階堂調查後發現，她買通證人提供對己方有利的證據，還威脅對方當事人不得說出對己方不力的證詞。二階堂以此威脅藤川，藤川在一次的會面中刺殺二階堂後，將殺人罪推給自己的男友澤村。

#### 第8集（完結篇）
- 關根純平 - 中村蒼（香港配音：張方正）（少年時期：小山颯；香港配音：伍秀霞）

小時後在育幼院長大，與加菜是青梅竹馬。水澤村駐在所巡査。
- 高林佳菜 - 佐津川愛美（少女時期：中田舞奈）（香港配音：成瑤孆）

鋼琴家。平塚也是她的樂迷。
- 諏訪敦志 - 西村和彦（香港配音：蕭徽勇）

音樂家。曾指導過佳菜。
- 鎌田吾一 - 六平直政（香港配音：陳永信）

水澤村駐在所巡査。
- 松原健吉 - 小木茂光

警視廳刑事部長。
- 杉山初子 - 廣岡由里子（香港配音：林丹鳳）

水澤村公所的職員。
- 小田切龍三 - 芹澤名人（香港配音：張錦江）

活動企劃公司社長。
- 神田民子 - 伊藤麻衣子（香港配音：伍秀霞）

雜貨店「神田商店」老闆娘。
- 20年前還是小學生的純平，知道佳菜想成為鋼琴家的夢想，因此策劃綁架案，趁機奪取了贖金，以匿名信寄給諏訪，要他以這筆錢買新鋼琴，捐給村中的育幼院。20年後，鋼琴家佳菜回村子辦演奏會，純平知道小田切不斷騷擾佳菜，因此趁一次與小田切的會面時機，刺殺了小田切；他知道巡查鎌田（當年綁架案他負責交付贖金）一直暗中調查這件案子，為了避免鎌田發現小屋中用來逃脫的洞穴、以及他自己與佳菜的關係，因此先用微量毒藥讓鎌田身體不適昏倒，再用塗了毒藥的刀子刺殺鎌田。

## 製作群
- 劇本 - 蒔田光治
- 製作人 - 石丸彰彦、高橋正尚、阿部謙三
- 音樂 - 吉川慶、熊井吾郎
- 主題曲 - The MONSTERS
- 導演 - 福澤克雄、平野俊一、大澤祐樹、石井康晴
- 助理製作 - 森嶋正也、齊藤彩奈、毛塚俊太
- 助理導演 - 棚澤孝義、田中健太、蘆野弘忠、豐田和真、福島宏介、佐久間晃嗣
- 助理監製 - 棚澤孝義
- 製作協助 - 東寶
- 製作 - TBS

## 電視節目變遷
| 日本 TBS電視台 日曜劇場 週日 21:00                       | 日本 TBS電視台 日曜劇場 週日 21:00 | 日本 TBS電視台 日曜劇場 週日 21:00 |
| -------------------------------------------------------- | ---------------------------------- | ---------------------------------- |
|                                                          | （2012.10.21 - 2012.12.09)         |                                    |
| Summer Rescue～天空的診療所～ （2012.07.08 - 2012.09.23) | 鳶 （2013.01.13 - 2013.03.17)      |                                    |

| 緯來日本台 週一至週五晚上10點 - 睌上12點（10-11點一天重撥前一次的集數，11-12點一天一次撥最新一集） | 緯來日本台 週一至週五晚上10點 - 睌上12點（10-11點一天重撥前一次的集數，11-12點一天一次撥最新一集） | 緯來日本台 週一至週五晚上10點 - 睌上12點（10-11點一天重撥前一次的集數，11-12點一天一次撥最新一集） |
| -------------------------------------------------------------------------------------------------- | -------------------------------------------------------------------------------------------------- | -------------------------------------------------------------------------------------------------- |
| | 案怪獸 （2013年6月13日－2013年6月25日）                                                            | |
| 電視審判秀 （2013年6月6日－2013年6月12日）                                                           | 破案天才伽利略2013（重播） （2013年6月25日－2013年7月10日）                                           | |

| 香港 無綫網絡電視煲劇1台 星期六14:00-16:00及18:30-20:30 | 香港 無綫網絡電視煲劇1台 星期六14:00-16:00及18:30-20:30 | 香港 無綫網絡電視煲劇1台 星期六14:00-16:00及18:30-20:30 |
| ------------------------------------------------------- | ------------------------------------------------------- | ------------------------------------------------------- |
|                                                         | （2013.09.14 - 2013.10.12）                             |                                                         |
| （2013.08.17 - 2013.09.07）                             | （2013.10.19 - 2013.11.16）                             |                                                         |

## 外部連結
- 台灣緯來日本台官方網站 （页面存档备份，存于）